# Grażyna Penc
Grażyna Penc, po mężu Kaminski (ur. 10 września 1975) – polska lekkoatletka specjalizująca się w biegach średniodystansowych, halowa mistrzyni Polski, reprezentantka Polski.

## Kariera sportowa
Była zawodniczką Stali Społem Stalowa Wola i AZS-AWF Wrocław.
Na mistrzostwach Polski seniorek na otwartym stadionie zdobyła trzy medale: srebrny na 800 metrów w 1994, srebrny w sztafecie 4 x 400 metrów w 1995 i brązowy w biegu na 1500 metrów w 1998. Na halowych mistrzostwach Polski seniorek wywalczyła dwa medale w biegu na 800 metrów: złoty w 1995 i brązowy w 1994.   
Reprezentowała Polskę na mistrzostwach świata juniorów 1994, gdzie zajęła 4. miejsce w biegu na 800 metrów, z wynikiem 2:05,66 i nie ukończyła eliminacyjnego biegu na 1500 metrów.
Na stałe mieszka w USA.
Rekordy życiowe:
- 800 m – 2:03,82 (05.04.1997)
- 1000 m – 2:42,54 (17.08.1994)
- 1500 m – 4:12,05 (19.04.1997)